# 25. Reserve-Division (Deutsches Kaiserreich)
Die 25. Reserve-Division war ein Großverband der Preußischen Armee im Ersten Weltkrieg.

## Gliederung

### Kriegsgliederung bei Mobilmachung 1914
- 49. Reserve-Infanterie-Brigade
  - Großherzoglich Hessisches Reserve-Infanterie-Regiment Nr. 116[1]
  - Großherzoglich Hessisches Reserve-Infanterie-Regiment Nr. 118
- 50. Reserve-Infanterie-Brigade
  - 5. Großherzoglich Hessisches Infanterie-Regiment Nr. 168
  - Reserve-Infanterie-Regiment Nr. 83
- Reserve-Dragoner-Regiment Nr. 4
- Reserve-Feldartillerie-Regiment Nr. 25
- 1. Reserve-Kompanie/Kurhessisches Pionier-Bataillon Nr. 11
- 2. Reserve-Kompanie/Kurhessisches Pionier-Bataillon Nr. 11

### Kriegsgliederung 1918
- 50. Reserve-Infanterie-Brigade
  - Reserve-Infanterie-Regiment Nr. 83
  - Reserve-Infanterie-Regiment Nr. 118
  - 5. Großherzoglich Hessisches Infanterie-Regiment Nr. 168
  - 2. Eskadron/Reserve-Dragoner-Regiment Nr. 4
- Artillerie-Kommandeur Nr. 127
  - Reserve-Feldartillerie-Regiment Nr. 25
  - II. Bataillon/Reserve-Fußartillerie-Regiment Nr. 15
- Kurhessisches Pionier-Bataillon Nr. 11
- Divisions-Nachrichten-Kommandeur Nr. 425

## Gefechtskalender

### 1914
- 22. bis 23. August – Schlacht bei Neufchâteau
- 24. bis 29. August – Schlacht an der Maas
- 30. August bis 5. September – Verfolgung von der Maas zur Marne
- 06. bis 12. September – Schlacht an der Marne
- 15. bis 16. September – Erstürmung von Servon
- 15. September bis 6. Oktober – Stellungskämpfe in der Champagne und westlich der Argonnen
- 13. Oktober bis 27. November – Stellungskämpfe in Flandern und Artois
  - 15. bis 28. Oktober – Schlacht bei Lille
- 30. Oktober bis 24. November – Schlacht bei Ypern
- 27. bis 30. November – Transport nach dem Osten
- 01. bis 17. Dezember – Schlacht bei Lowicz-Sanniki
- ab 18. Dezember – Kämpfe bei Dachowo, Schlacht an der Bzura-Rawka

### 1915
- bis 15. März – Kämpfe bei Dachowo, Schlacht an der Bzura-Rawka
- 18. bis 31. März – Reserve der OHL
- 02. bis 13. April – Osterschlacht im Laborczatal
- 14. April bis 4. Mai – Stellungskämpfe im Laborczatal
- 05. bis 14. Mai – Verfolgungskämpfe in Mittelgalizien
- 15. Mai bis 13. Juni – Kämpfe um Przemysl
- 17. bis 22. Juni – Schlacht bei Lemberg
- 22. Juni bis 16. Juli – Verfolgungskämpfe an der galizisch-polnischen Grenze
- 13. bis 18. Juli – Schlacht bei Grabowiec
- 19. bis 30. Juli – Schlacht bei Wojslawice
- 01. bis 3. August – Schlacht bei Cholm
- 07. bis 12. August – Schlacht an der Ucherka
- 13. bis 17. August – Schlacht bei Wlodawa
- 18. bis 24. August – Angriff auf Brest-Litowsk
- 25. bis 26. August – Einnahme von Brest-Litowsk
- 27. bis 28. August – Verfolgung auf Kobryn
- 29. bis 30. August – Gefecht bei Kobryn
- 31. August bis 1. September – Schlacht bei Horodec
- 04. bis 6. September – Schlacht bei Drohiczyn-Chomsk
- 06. bis 21. September – Reserve der OHL
- 21. September bis 6. Oktober – Zweiter Aufmarsch an der serbischen Nordgrenze
- 6. Oktober bis 22. November – Feldzug in Serbien
- 28. November bis 4. Dezember – Stellungskrieg an der mazedonischen Front
- 04. bis 15. Dezember – Transport nach dem Westen
- ab 15. Dezember – Kampf im Argonner Wald

### 1916
- bis 3. Juli – Kampf im Argoner Wald
- 04. Juli bis 9. September – Schlacht bei Verdun, Kämpfe im Thiaumont-Wald
- 09. September bis 30. Oktober – Stellungskämpfe vor Verdun
- ab 8. November – Stellungskämpfe in der Champagne

### 1917
- bis 26. Januar – Stellungskämpfe in der Champagne
- 26. Januar bis 12. August – Stellungskämpfe vor Verdun
- 12. bis 28. August – Abwehrschlacht bei Verdun
- 29. August bis 29. Oktober – Stellungskämpfe in Lothringen
- ab 6. November – Stellungskämpfe bei Reims

### 1918
- bis 20. April – Stellungskämpfe bei Reims
- 20. April bis 8. Juni – Kämpfe an der Avre, bei Montdidier und Noyon
- 09. Juni bis 7. August – Kämpfe an der Avre und Matz
- 08. bis 10. August – Abwehrschlacht zwischen Somme und Avre
- 11. August bis 3. September – Abwehrschlacht zwischen Somme und Oise
- 04. bis 18. September – Kämpfe vor der Siegfriedfront
- 19. September bis 9. Oktober – Abwehrschlacht zwischen Cambrai und St. Quentin
- 10. bis 20. Oktober – Kämpfe vor und in der Hermannstellung
- 24. Oktober – Auflösung der Division

## Kommandeure
| Dienstgrad             | Name                  | Datum                                 |
| ---------------------- | --------------------- | ------------------------------------- |
| Generalleutnant        | Alexander Torgany     | 02. August bis 1. Oktober 1914        |
| Generalmajor           | Wolf von Helldorff    | 02. Oktober bis 24. November 1914     |
| Generalleutnant        | Thaddäus von Jarotzky | 25. November 1914 bis 29. Januar 1916 |
| Generalleutnant        | Paul Grünert          | 30. Januar bis 11. April 1916         |
| Württ. Generalleutnant | Alfred von Mohn       | 12. April 1916 bis 18. Juni 1918      |
| Generalmajor           | Willy Matthiaß        | 19. Juni bis 24. Oktober 1918         |